# Collectivité territoriale algérienne

La constitution de l'Algérie institue que les collectivités territoriales algériennes sont composées de deux niveaux : les communes et les wilayas. Depuis l'indépendance de l'Algérie le 5 juillet 1962, plusieurs textes officiels définissent et régissent la composition, les limites territoriales, l'organisation et le fonctionnement des communes et des wilayas algériennes.
Le décret no 15-140 du 27 mai 2015 a créé par ailleurs la wilaya déléguée, rattachée à une wilaya mère. Il n'existe pas d'autres collectivités territoriales en Algérie, les régions algériennes ne sont que des repères géographiques ou culturels sans existence légale, et les daïras ne sont que des entités administratives.
La loi n°19-12 du 11 décembre 2019 modifie et complète la loi n°84-09 du 4 février 1984 relative à l'organisation territoriale du pays ; elle redécoupe le pays en 58 wilayas, 44 wilayas déléguées et 1541 communes,.

## Historique

### 1963 - 1965: premières réorganisations des communes
Le décret no 63-189 du 16 mai 1963 est le premier texte officiel de l'État algérien qui réorganise les communes issues de la période de la colonisation française. Ce texte maintient la division de l'Algérie en quinze départements et donne la répartition des communes algériennes par département et par arrondissement. 

#### Liste des départements algériens en 1963
(Les noms des départements sont précédés de leur numéro et suivis, entre parenthèses, du nombre de communes) :
- 01. Département d'Alger (34)
- 02. Département de Bone (57)
- 03. Département de Batna (44)
- 04. Département de Constantine (67)
- 05. Département d'Orléansville (41)
- 06. Département de Médéa (49)
- 07. Département de Mostaganem (56
- 08. Département des Oasis (22)
- 09. Département d'Oran (51)
- 10. Département de Saïda (19)
- 11. Département de la Saoura (23)
- 12. Département de Sétif (63)
- 13. Département de Tiaret (32)
- 14. Département de Tizi Ouzou (43)
- 15. Département de Tlemcen (30)

La première réorganisation du territoire algérien après son indépendance réduit le nombre de communes de 1 485 à 631, réparties dans 83 arrondissements.
Les ordonnances 63-421 du 28 octobre 1963, 63-466 du 2 décembre 1963  et 64-54 du 31 janvier 1964, modifient légèrement le nombre de communes et le nombre d'arrondissements des quinze départements.
Le décret no 65-246 du 30 septembre 1965 procède au changement de nom de nombreuses communes, notamment toutes celles dont le nom a un lien avec la colonisation française. Ce décret porte le nombre de communes en 1965 à 676, réparties dans 91 arrondissements, pour une population de 10 281 050 habitants.

### 1967: premier code communal
L'ordonnance no 67-24 du 18 janvier 1967, promulgue le code communal qui organise la commune algérienne, spécifie ses attributions et définit son financement.
L'article premier du code communal spécifie que la commune est la collectivité territoriale politique, administrative, économique, sociale et culturelle de base. Son deuxième article précise qu'elle est administrée par une assemblée élue, l'assemblée populaire communale formée, de délégués communaux.
Le code communal de 1967, définit :
- Livre I : l'organisation de la commune
  - Titre 1 : la définition, le nom et les limites territoriale
  - Titre 2 : le système électoral
  - Titre 3 : les organes de la commune
- Livre II : les attributions de la commune
  - Titre 1 : le développement économique et social
  - Titre 2 : l'administration générale
  - Titre 3 : les services et entreprises de la commune
  - Titre 4 : l'attribution de l'exécutif communal
- Livre 3 : les finances de la commune
  - Titre 1 : le budget communal
  - Titre 2 : la comptabilité communale
  - Titre 3 : l'arrêt et le jugement des comptes communaux
  - Titre 4 : la gestion de fait

### 1969: premier code de la wilaya
L'ordonnance no 69-38 du 23 mai 1969 promulgue le code de la wilaya qui organise la wilaya en remplacement du département, spécifie son organisation et son fonctionnement.  Ce texte ne modifie pas le nombre de wilayas ni leur composition en termes de communes.
L’article premier du code de la wilaya spécifie que la wilaya est une collectivité publique territoriale, dotée de la personnalité morale et de l’autonomie financière. Son troisième article précise que la wilaya est administrée par une assemblée populaire élue au suffrage universel et par un exécutif nommé par le gouvernement et dirigé par un wali.
Le code de la wilaya de 1969 défini la daïra comme étant une circonscription administrative en remplacement des arrondissements issus de la colonisation française. Les wilayas sont divisées en daïras, regroupant un certain nombre de communes, dont la liste et la consistance sont fixées par décret ministériel. Les daïras sont administrées par un chef de daïra qui assiste le wali dans l’application des lois et règlements et assure le bon fonctionnement des services administratifs et techniques dans les communes constituant la daïra.
Le code de la wilaya de 1969, définit :
- Titre I : l'organisation territoriale de la wilaya
  - Chapitre 1 : la wilaya
  - Chapitre 2 : les limites territoriales
- Titre II : l'assemblée populaire de la wilaya 
  - Chapitre 1 : le système électoral
  - Chapitre 2 : le fonctionnement de l'assemblée populaire de la wilaya
  - Chapitre 3 : les attributions de l'assemblée populaire de la wilaya
  - Chapitre 4 : l'administration générale de la wilaya
- Titre III : l'exécutif de la wilaya
  - Chapitre 1 : le conseil exécutif de la wilaya
  - Chapitre 2 : le wali
- Titre IV : les dispositions transitoires
  - Chapitre 1 : la daïra
  - Chapitre 2 : la commission nationale

### 1974: Premier redécoupage territorial et réorganisation des wilayas et des communes
L'ordonnance no 74-69 du 2 juillet 1974 réorganise le territoire algérien en portant le nombre de wilayas de quinze à trente et une. Les wilayas sont désignées chacune par le nom de leur chef-lieu.
La réorganisation se fait par la création de dix-huit wilayas nouvelles et la suppression de deux wilayas, par rattachement ou en détachement de communes entre deux ou plusieurs wilayas. Il réorganise aussi la composition des daïras. 
Liste des trente et une wilayas (les noms des wilayas sont précédés de leur numéro de wilaya) :
Wilayas conservées ou modifiées :
- 02. El Asnam
- 05. Batna
- 13. Tlemcen
- 14. Tiaret
- 15. Tizi Ouzou
- 16. Alger
- 19. Sétif
- 20. Saïda
- 23. Annaba
- 25. Constantine
- 26. Médéa
- 27. Mostaganem
- 31. Oran

Wilayas supprimées : 
- Oasis
- Saoura

Nouvelles wilayas :
- 01. Adrar
- 03. Laghouat
- 04. Oum El Bouaghi
- 06. Bejaïa
- 07. Biskra
- 08. Béchar
- 09. Blida
- 10. Bouira
- 11. Tamanrasset
- 12. Tebessa
- 17. Djelfa
- 18. Djijel
- 21. Skikda
- 22. Sidi Bel Abbès
- 24. Guelma
- 28. M'Sila
- 29. Mascara
- 30. Ouargla

Les décrets du 12 juillet 1974 fixent les limites territoriales des wilayas et leur composition en termes de communes et de daïras.

### 1984: deuxième redécoupage territorial et réorganisation des wilayas et des communes
La loi no 84-09 du 4 février 1984 réorganise le territoire algérien en portant le nombre de wilayas de trente et une à quarante-huit et le nombre de communes à mille cinq cent quarante. Les nouvelles wilayas résultent de la fusion de deux wilayas ou plusieurs parties de wilayas ou de la division d'une wilaya. Les nouvelles communes résultent de la division d'une commune existante et de la fusion de deux communes ou plusieurs parties de communes. 
Liste des quarante-huit wilayas (les noms des wilayas sont précédés de leur code ONS et suivis, entre parenthèses, du nombre de communes) :
Wilayas conservées ou modifiées : 
- 01. Adrar (28)
- 02. Chlef (35)
- 03. Laghouat (24)
- 04. Oum El Bouaghi (29)
- 05. Batna (61)
- 06. Bejaïa (52)
- 07. Biskra (33)
- 08. Béchar (21)
- 09. Blida (29)
- 10. Bouira (45)
- 11. Tamanrasset (10)
- 12. Tebessa (28)
- 13. Tlemcen (53)
- 14. Tiaret (42)
- 15. Tizi Ouzou (67)
- 16. Alger (33)
- 17. Djelfa (36)
- 18. Djijel (28)
- 19. Sétif (60)
- 20. Saïda (16)
- 21. Skikda (38)
- 22. Sidi Bel Abbès (52)
- 23. Annaba (12)
- 24. Guelma (34)
- 25. Constantine (12)
- 26. Médéa (64)
- 27. Mostaganem (32)
- 28. M'Sila (47)
- 29. Mascara (46)
- 30. Ouargla (21)
- 31. Oran (26)

Nouvelles wilayas :  
- 32. El Bayadh (22)
- 33. Illizi (6)
- 34. Bordj Bou Arreridj (34)
- 35. Boumerdès (38)
- 36. El Tarf (24)
- 37. Tindouf (2)
- 38. Tissemsilt (22)
- 39. El Oued (30)
- 40. Khenchela (21)
- 41. Souk Ahras (26)
- 42. Tipaza (42)
- 43. Mila (32)
- 44. Aïn Defla (36)
- 45. Naâma (12)
- 46. Aïn Témouchent (28)
- 47. Ghardaia (13)
- 48. Relizane (38)

La loi no 84-06 abroge les textes précédents qui régissaient, depuis 1963, l'organisation territoriale de l’Algérie : 
- ordonnances 63-421, 63-466 et 64-54, portant réorganisation territoriale des communes ;
- ordonnance 74-69, relative à la refonte de l'organisation territoriale des wilayas ;
- article 282 de l'ordonnance 67-25,  portant code communal ;
- articles 11 et 166 à 170 de l'ordonnance 69-38, portant code de la wilaya.

Le décret no 84-79 du 3 avril 1984 définit les noms et les chefs-lieux des wilayas.
Le décret no 84-365 du 19 décembre 1984 fixe la composition, la consistance et les limites territoriales des communes composant chacune des quarante-huit wilayas.

### 1985: organisation administrative de la ville d'Alger
Le décret du 12 janvier 1985 défini l'agglomération urbaine d'Alger et la dénomme « ville d'Alger ». Alger est constituée des quinze communes suivantes :
- Alger-Centre
- Sidi M'Hamed
- El Madania
- Bab El Oued
- Bologhine
- Casbah
- El Biar
- Hussein-Dey
- Kouba
- Hamma - Annassers
- Oued Koriche
- Bains Romains
- Raïs Hamidou
- El Mouradia
- Hydra

### 1990: deuxièmes codes de la commune et de la wilaya
La loi no 90-08 du 7 avril 1990 redéfinit le code communal qui organise la commune algérienne. La loi dispose que la commune est la collectivité territoriale de base, dotée de la personnalité morale et de l'autonomie financière. Elle a un nom, un territoire et un chef-lieu.
Le code communal de 1990 défini :
- Titre I : l'organisation de la commune
  - Chapitre I : le nom et le chef-lieu de la commune
  - Chapitre II : le cadre territorial
  - Chapitre III : la coopération intercommunale
- Titre II : les organes de la commune
  - Chapitre I : l'assemblée populaire communale
  - Chapitre II : le président de l'assemblée populaire communale
- Titre III : les attributions de la commune
  - Chapitre I : l'aménagement et le développement local
  - Chapitre II : l'urbanisme, les infrastructures et l'équipement
  - Chapitre III : les enseignements fondamentaux et préscolaires
  - Chapitre IV :  les équipements socio-collectifs
  - Chapitre V : l'habitat
  - Chapitre VI : l'hygiène, la salubrité et l'environnement
  - Chapitre VII : les investissements économiques
  - Chapitre VIII : les diverses dispositions
- Titre IV : l'administration de la commune
  - Chapitre I : les dispositions générales applicables à l'administration de la commune
  - Chapitre II : les services publics communaux
  - Chapitre III : la responsabilité de la commune
- Titre V : les finances communales
  - Chapitre I : les dispositions générales
  - Chapitre II : le budget communal
  - Chapitre III : la comptabilité communale
  - Chapitre IV : le contrôle et l'apurement des comptes
- Titre VI : les dispositions particulières
- Titre VII : les dispositions finales

La loi no 90-09 du 7 avril 1990 redéfinit le code de la wilaya qui organise les wilayas algériennes. La loi dispose que la wilaya est une collectivité publique territoriale dotée de la personnalité morale et de l'autonomie financière. La wilaya constitue une circonscription administrative de l'État. Elle a un nom, un territoire et un chef-lieu. 
Le code de la wilaya de 1990 défini :
- Titre I : l'organisation de la wilaya
  - Chapitre I : le nom et le chef-lieu de la wilaya
  - Chapitre II : le cadre territorial
  - Chapitre III : les organes de la wilaya
- Titre II : l'assemblée populaire de la wilaya
  - Chapitre I : le fonctionnement
  - Chapitre II : le statut de l'élu et le renouvellement de l'assemblée populaire de la wilaya
  - Chapitre III : le régime des délibérations
- Titre III : les compétences de l'assemblée populaire de la wilaya
  - Chapitre I : les attributions générales
  - Chapitre II : le plan de la wilaya
  - Chapitre III : l'agriculture et l'hydraulique
  - Chapitre IV : les infrastructures économiques
  - Chapitre V : les équipements éducatifs et de formation professionnelle
  - Chapitre VI : les actions sociales
  - Chapitre VII : l'habitat
- Titre IV : le wali
  - Chapitre I : les pouvoirs du wali au titre de l'exécutif de l'assemblée populaire de la wilaya
  - Chapitre II : les pouvoirs du wali au titre de la représentation de l'État
  - Chapitre III : les actes du wali
- Titre V : l'administration de la wilaya
  - Chapitre I : l'administration de la wilaya
  - Chapitre II : les biens de la wilaya
  - Chapitre III : la responsabilité de la wilaya
  - Chapitre IV : les services publics de la wilaya
- Titre VI : les finances de la wilaya
  - Chapitre I : les dispositions générales
  - Chapitre II : le budget
  - Chapitre III : le vote et le règlement
  - Chapitre IV : les fonds de solidarité et de garantie
  - Chapitre V : le contrôle et l'apurement des comptes
- Titre VII : les dispositions finales

### 1997 - 2000: gouvernorat du Grand-Alger
L'ordonnance no 97-15 du 31 mai 1997, créé le gouvernorat du Grand-Alger en remplacement de la wilaya d'Alger. Cette ordonnance créé une nouvelle entité territoriale algérienne qui n'est plus administrée par un wali mais par un ministre gouverneur membre du gouvernement algérien.
La création du gouvernorat du Grand-Alger entraine le transfert de dix-neuf communes des wilayas voisines (Boumerdès, Blida et Tipaza) vers la nouvelle entité territoriale portant ainsi son nombre de communes de 38 à 57.
La décision du Conseil constitutionnel du 27 février 2000 considère que l'ordonnance du 31 mai 1997 est inconstitutionnelle car elle ne respecte pas la Constitution algérienne qui spécifie que les collectivités territoriales de l'État sont la commune et la wilaya, et que le découpage territorial du pays se limite exclusivement à ces deux collectivités. Le gouvernorat du Grand-Alger est alors dissout le 2 mars 2000,, l'entité territoriale redevient une wilaya.
Voici les références des deux ordonnances organisant l'administration de la wilaya d'Alger  
Ordonnance n°97-14 du 31/05/1997 relative à l’organisation territoriale de la wilaya d’Alger. JO n° 51 du 06/08/1997)
Cette ordonnance n'a pas été soumise par le président de la république au conseil constitutionnel. Elle reste applicable avec les circonscriptions de wilaya déléguée.
Ordonnance n°97-15 du 31/05/1997 fixant le statut particulier du gouvernorat du grand Alger ( Jo n° 51 du 06/08/1997)
Cette ordonnance a été invalidée par le conseil constitutionnel par la décision suivante: 
voici les références de l'avis du conseil constitutionnel qui a invalidé l'ordonnance 97-15 du31/05/1997 fixant le statut particulier du Grand-Alger:
Décision N°02/D.C/CC/2000 du 27/02/2000 relative à la concordance de l’ordonnance N° 97.15 du 31/05/1997 fixant le statut particulier du Grand-Alger (Journal Officiel N° 07 du 28/02/2000)

### 2011: troisième code de la commune et intercommunalité
La loi no 11-10 du 22 juin 2011[réf. nécessaire] redéfinit le code communal qui organise la commune algérienne. La loi dispose que la commune est la collectivité territoriale de base de l'État, dotée de la personnalité morale et de l'autonomie financière. Elle a un nom, un territoire et un chef-lieu.
Le code communal de 2011, défini :
- Première partie : les dispositions préliminaires
  - Titre I : les principes de base
  - Titre II : le nom, le territoire et le chef-lieu de la commune
  - Titre III : la participation des citoyens à la gestion des affaires de la commune
- Deuxième partie : les attributions de la commune
  - Titre I : les instances et les structures de la commune
  - Titre II : les compétences de la commune
- Troisième partie : l'administration, les services publics et les biens communaux
  - Titre I : l'administration de la commune
  - Titre II : la responsabilité de la commune
  - Titre III : les services publics communaux
- Quatrième partie : les finances communales
  - Titre I : les dispositions générales
  - Titre II : les budgets et les comptes
- Cinquième partie : la solidarité intercommunale et l'intercommunalité

Pour la première fois en Algérie, la notion d'intercommunalité est définie par la loi. Elle permet à deux ou plusieurs communes de s'associer pour aménager ou développer en commun leurs territoires et gérer ou assurer ensemble des services publics de proximité. L'intercommunalité permet aux communes de mutualiser leurs moyens et de créer des services et établissements publics communs.

### 2015: création des wilayas déléguées dans le Sud
Décret présidentiel no 15-140 du 27 mai 2015 portant création de circonscriptions administratives dans certaines wilayas et fixant les règles particulières qui leur sont liées.     
Les wilayas déléguées qui n'existaient que dans la wilaya d'Alger ont été étendues à l'ensemble du territoire de l'Algérie depuis le 31 mai 2015 ( Journal officiel no 19 du 31/05/2015). Ces circonscriptions sont surtout créées dans le Sud.

### 2019: réorganisation des wilayas et des wilayas déléguées
La loi n°19-12 du 11 décembre 2019 modifie et complète la loi n°84-09 du 4 février 1984 relative à l’organisation territoriale du pays ; elle redécoupe le pays en 58 wilayas, 44 wilayas déléguées et 1541 communes,. Les wilayas déléguées du Sahara créées en 2015 sont transformées en wilayas à part entière et 44 nouvelles wilayas déléguées sont créées principalement dans les Hauts Plateaux.